# Galiny (gromada)
Galiny – dawna gromada, czyli najmniejsza jednostka podziału terytorialnego Polskiej Rzeczypospolitej Ludowej w latach 1954–1972.
Gromady, z gromadzkimi radami narodowymi (GRN) jako organami władzy najniższego stopnia na wsi, funkcjonowały od reformy reorganizującej administrację wiejską przeprowadzonej jesienią 1954 do momentu ich zniesienia z dniem 1 stycznia 1973, tym samym wypierając organizację gminną w latach 1954–1972.
Gromadę Galiny z siedzibą GRN w Galinach utworzono – jako jedną z 8759 gromad na obszarze Polski – w powiecie bartoszyckim w woj. olsztyńskim na mocy uchwały nr 10 WRN w Olsztynie z dnia 4 października 1954. W skład jednostki weszły obszary dotychczasowych gromad Galiny i Gromki oraz miejscowość Ciemna Woda z dotychczasowej gromady Minty ze zniesionej gminy Galiny w tymże powiecie. Dla gromady ustalono 10 członków gromadzkiej rady narodowej.
1 stycznia 1960 do gromady Galiny włączono wsie Lusiny i Węgoryty, kolonie Pasarka, Pasaria i Witoszyn oraz PGR-y Glitajny i Kosy ze zniesionej gromady Maszewy, a także wsie Brzostkowo, Krawczyki, Minty i Szwaruny oraz kolonie Klekotki i Szwarunki ze zniesionej gromady Osieka – w tymże powiecie.
31 grudnia 1961 do gromady Galiny włączono obszar zniesionej gromady Wozławki w tymże powiecie.
Gromada przetrwała do końca 1972 roku, czyli do kolejnej reformy gminnej. 1 stycznia 1973 w powiecie bartoszyckim reaktywowano gminę Galiny.